# АНТ-35
АНТ-35 (також ПС-35 від рос. пассажирский самолёт) — пасажирський літак, розроблений в КБ Туполєва в середині 1930-х років. На момент створення був одним із найшвидших літаків у світі у своєму класі. Був прийнятий до використання 1937 року та експлуатувався до 1944 року. Усього було виготовлено 11 екземплярів літака.

## Тактико-технічні характеристики
Технічні характеристики
- Екіпаж : 2 осіб
- Пасажиромісткість: 10 осіб
- Довжина : 15,4 м
- Розмах крила : 20,8 м
- Висота : 5,659 м
- Площа крила: 57,8 м²
- Нормальна злітна вага: 7000 кг

Льотні характеристики
- Максимальна швидкість: 372 км/год на висоті 1560 м
- Крейсерська швидкість : 346 км/год на висоті 3600 м
- Практична дальність: 920 км
- Практична стеля : 7200 м